# Wintringen (Saarland)

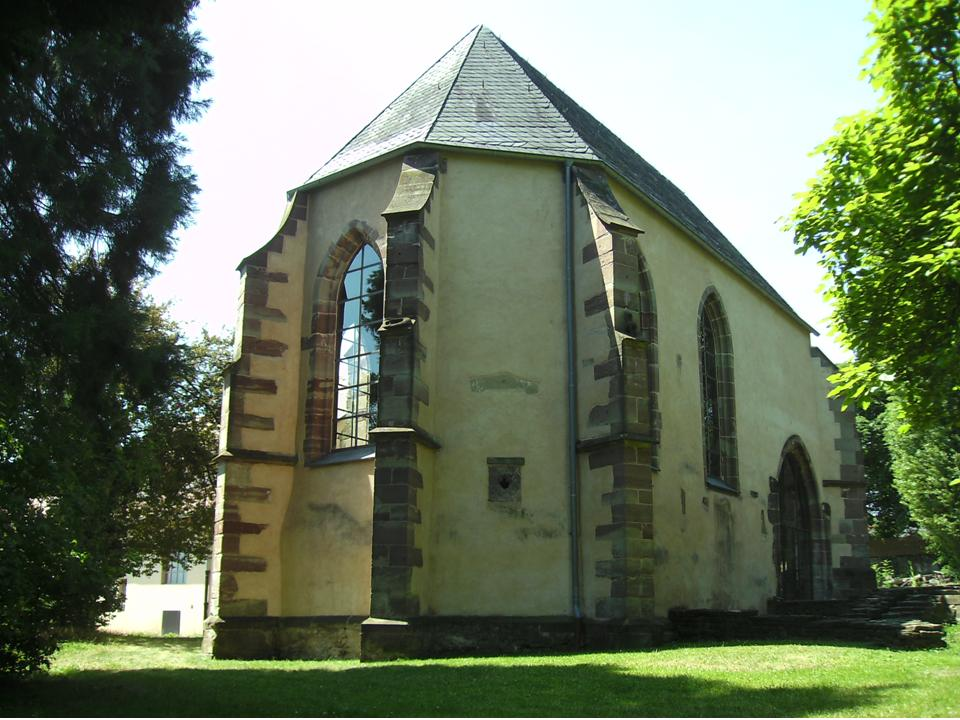
Wintringer Kapelle (Ostansicht)

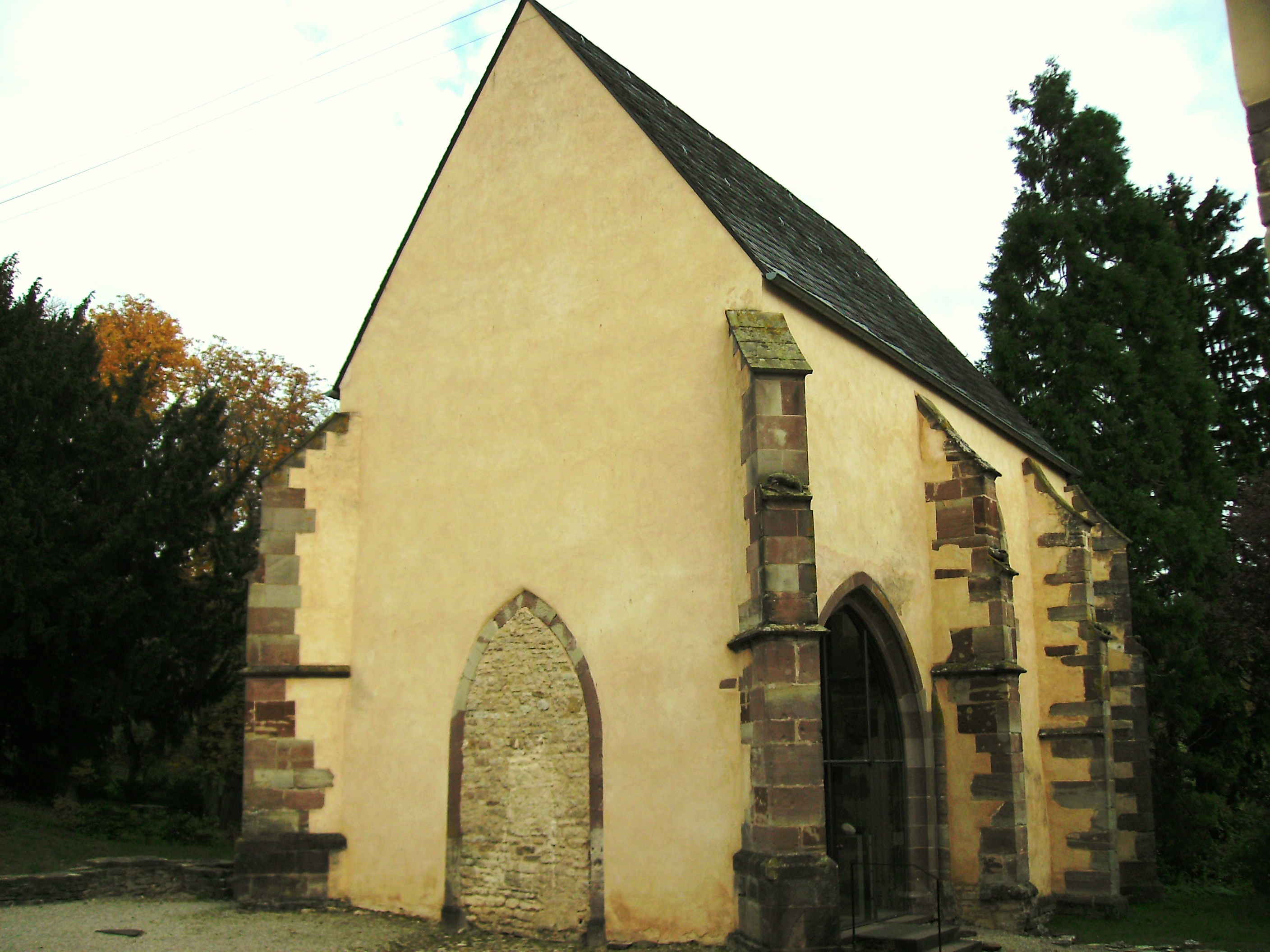
Wintringer Kapelle (Westansicht)

Wintringen ist eine Wüstung im südöstlichen Saarland an der Stelle des heutigen Wintringer Hofs.
Das ehemalige Dorf liegt etwa 10 km südöstlich von Saarbrücken entfernt zwischen den Ortschaften Bliesransbach und Kleinblittersdorf. Der Hof gilt als Pforte zum UNESCO-Biosphärenreservat Bliesgau. Die erhaltene Kapelle gilt als eines der wenigen Zeugnisse der Spätgotik im Saarland.

## Entstehungsgeschichte

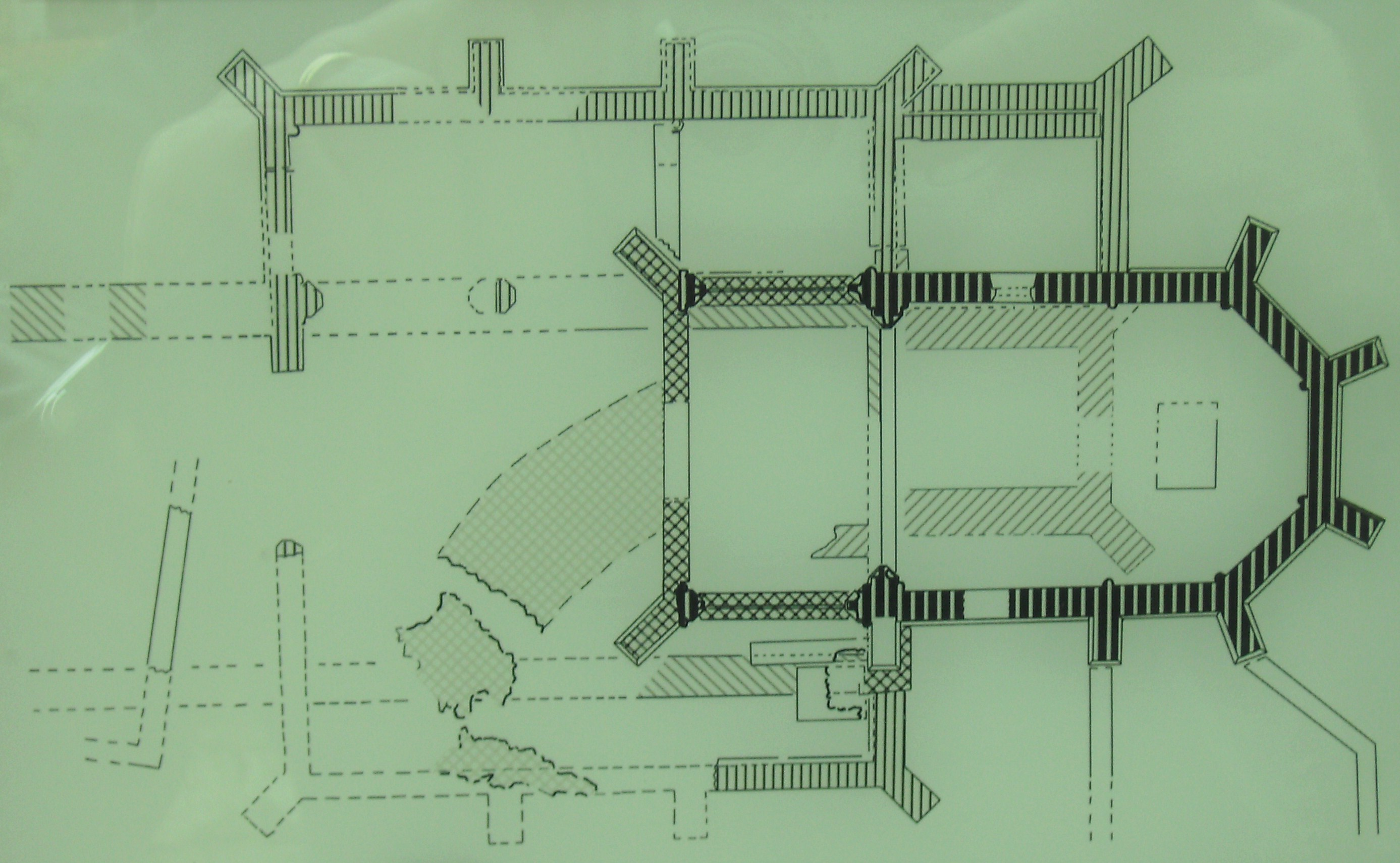
Grundriss der Wintringer Kapelle mit diversen Ausbaustufen

Erstmals erwähnt wurde der Ort um 1320 in Urkunden der Prämonstratenserabtei Wadgassen, zu deren Besitztümern er wohl gehörte. Der Ort war nachweislich bereits vor dem Jahr 1400 eine Wüstung. Kernpunkt des untergegangenen Ortes war eine gotische Prioratskirche, deren Chor in Fragmenten erhalten blieb. Ebenerdig sind noch die Grundmauern der ehemaligen Kirche erkennbar, so dass deren Grundriss auch heute noch sichtbar ist. Der ehemalige Sakralbau ist heute als „Wintringer Kapelle“ bekannt. In der zweiten Hälfte des 15. Jahrhunderts wurde der Chor zu einer Wallfahrtskapelle umgebaut, die dem Heiligen Wolfgang gewidmet war, im 10. Jahrhundert Bischof von Regensburg („Wolfgangskapelle“). Die Kapelle wurde im Dreißigjährigen Krieg zerstört, erhalten blieben lediglich die Grundmauern des dreiseitig geschlossenen Chors und ein Teil des gewölbelosen Querhauses. Danach wurde der ehemalige Sakralbau der Profanierung unterworfen. In der Folgezeit verfielen die Reste der Kapelle immer mehr.

## Innenausstattung der Kapelle
Das heutige Baugefüge weist noch viele Spuren der qualitätsvollen Architektur und reichen Ausstattung des 15. Jahrhunderts auf. Dazu zählen beispielsweise die in der Apsis vorhandenen Sakramentnischen, Figurenkonsolen oder ein an der Wand angebrachtes Kalksteinrelief, das vermutlich in das 16. Jahrhundert datiert. Zur ursprünglichen Ausstattung gehörte auch eine spätgotische Holzskulptur, die Wintringer Madonna. Bei der Figur handelt es sich um eine aus Lindenholz geschnitzte Madonna mit Kind, die zu den wenigen erhaltenen spätgotischen Holzskulpturen in der Saargegend gehört. Sie entstand um das Jahr 1480. Das Original wird im Museum in der Schlosskirche in Saarbrücken ausgestellt, in der Kapelle selbst befindet sich ein künstlerisch gestalteter Gipsabdruck des Modellierers Frank Schneider. Von besonderer Bedeutung ist der wohl einzigartige Zyklus von acht spätgotischen Wasserschlagfiguren an den Strebepfeilern.

## Wallfahrtsstätte und Jakobsweg

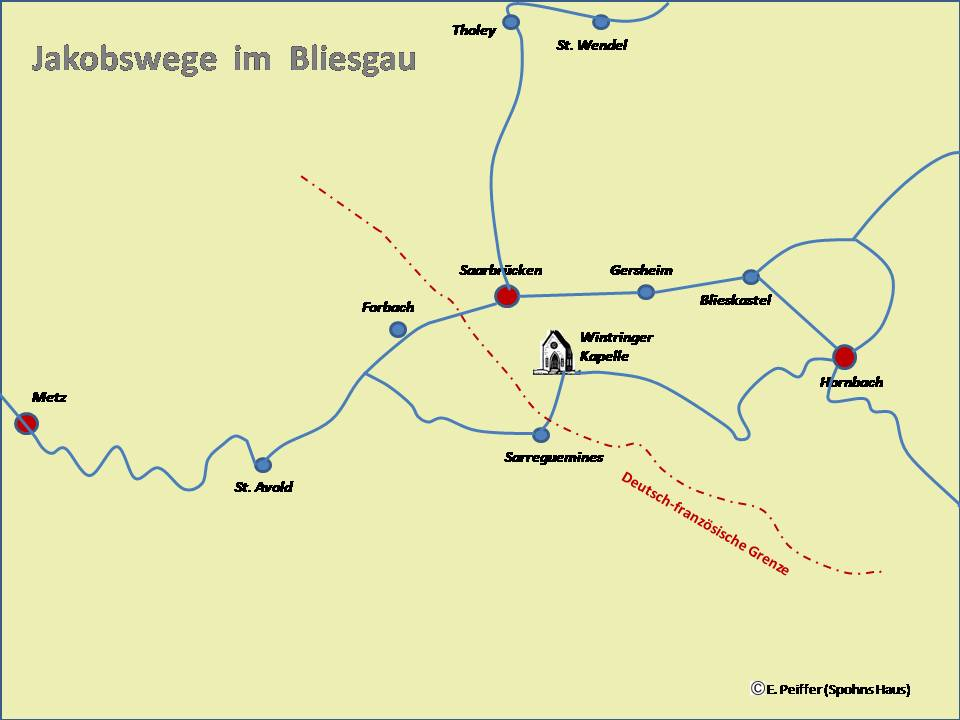
Jakobswege im Bliesgau und den Nachbarregionen

Die Wintringer Kapelle war jahrhundertelang eine Wallfahrtsstätte, in der der Heilige Wolfgang verehrt wurde. Archäologische Ausgrabungen förderten entsprechende Belege zu Tage (u. a. Pilgerabzeichen aus Kornelimünster). Weiterhin wurden in einem abgetrennten Raum des nördlichen Kirchenschiffs ein Kachelofen aus dem 15. Jahrhundert sowie spätgotische Gebrauchskeramik gefunden. Beides deutet auf das Vorhandensein einer Pilgerstube mit Küche zur Versorgung der Teilnehmer von Wallfahrten hin.

Die Wintringer Kapelle ist eine offizielle Station auf dem traditionellen Jakobsweg, dessen Südroute vom ehemaligen Kloster Hornbach über Saarbrücken und Sarreguemines hin zur lothringischen Metropole Metz führt. Dies belegt die Darstellung der klassischen Jakobsmuschel in einem Kalksteinrelief im Innenraum der Kapelle. In jüngster Zeit wurde die Jakobspilgerschaft von Touristikern und kirchlichen Institutionen wieder thematisiert; eine deutsch-französische Arbeitsgruppe erarbeitete im Jahr 2009 eine neue Wanderkarte, die die einzelnen Wegeführungen detailliert beschreibt und die Nachtherbergen auflistet. Auch der Wintringer Hof ist als Nachtherberge für Pilger auf dem Jakobsweg ausgewiesen.

## Neuere Nutzung
In den 1990er Jahren wurde auf Anregung des Saarbrücker Designers, Verlegers und Autors Charly Lehnert eine Restaurierung der Kapelle angegangen, die von einem von Lehnert gegründeten Förderverein Wintringer Kapelle e.V. nachhaltig unterstützt wurde. Die Arbeiten kosteten insgesamt etwa 1 Mio. DM; sie wurden von der Deutschen Stiftung Denkmalschutz, dem Saarland, dem Stadtverband Saarbrücken (heute Regionalverband Saarbrücken) und dem Förderverein getragen. Nach den Restaurierungsarbeiten übernahm der Regionalverband Saarbrücken die Trägerschaft und die Bewirtschaftung der restaurierten Kapelle. Das neue Nutzungskonzept des Verbandes versteht die Wintringer Kapelle als einen Ort der Kultur, an dem Lesungen, Kunstausstellungen, Vorträge und andere kulturelle Veranstaltungen stattfinden. Auch als Ort für Trauungen wird der ehemalige Sakralbau genutzt.
2002 erhielt der Förderverein Wintringer Kapelle e.V. den 3. Preis im Wettbewerb Deutscher Bundespreis für Handwerk in der Denkmalpflege.
Auf dem Gelände der Wüstung befindet sich ein schmuckes, gutshofähnliches Anwesen aus der Zeit um die Jahrhundertwende (19./20. Jahrhundert), das zeitweise Sitz eines Kommunikationsunternehmens und Verlags war und heute nach einer umfassenden Renovierung als Privathaus genutzt wird.

## Landwirtschaftlicher Hofbetrieb
Im 19. Jahrhundert erfuhr die Wüstung noch einmal eine wirtschaftliche Bedeutung, als dort ein landwirtschaftlicher Hof errichtet wurde. Ende der 1980er Jahre wurde der Hof von der Lebenshilfe Obere Saar e.V. übernommen und durch den Neubau von Wirtschaftsgebäuden ergänzt. Der Hof bewirtschaftet ca. 50 ha Acker- und 60 ha Grünland. Kern der Viehwirtschaft ist die Haltung einer Mutterkuhherde von Glanrindern, einer vom Aussterben bedrohten alten deutschen Nutztierrasse. Der Wintringer Hof gehört dem Anbauverband Bioland an und produziert ökologisch erzeugte Produkte. Im Angebot sind Naturkost- und Milchprodukte, ebenso Wurst- und Fleischwaren aus eigener Schlachtung. Ein besonderer Schwerpunkt liegt auf dem Anbau von Apfelsorten. Inzwischen wurden auch Weinreben an einem Hang, der schon in früheren Jahrhunderten als Weinberg genutzt wurde, neu angepflanzt. Der Bliesgau wurde bereits zu Zeiten der Römer in etlichen Bereichen als Weinanbaugebiet genutzt.

## Zeittafel
- 3./4. Jahrh. Funde aus einer umgelagerten Brandschicht geben Hinweise auf eine römerzeitliche Bebauung
- 10./11. Jahrh. Fundamentreste, u. a. auch Gräber, lassen auf einen größeren Rechteckbau (vermutlich romanische Saalkirche) schließen
- 13./14. Jahrh. Die Saalkirche erhält einen Rechteckchor an der Ostseite, der Saal wird zu einem zweischiffigen Langbau ausgebaut
- 15. Jahrh., 2. Hälfte Vollständiger Neubau einer spätgotischen Kirchenanlage aus dreischiffigem Langhaus von drei Jochen mit Chor und polygonal geschlossener Apsis. Erhalten bleiben auch die älteren Westteile, die als eine Art Vorkirche mit der neuen Anlage räumlich verbunden werden. Ende des 15. Jahrhunderts wird erstmals das Patrozinium des Heiligen Wolfgang erwähnt. Eine profane Nutzung, etwa als Pilgerherberge, ist im Hinblick auf die überlieferten Wallfahrten zu vermuten
- 16. Jahrh. In den Bauernkriegen wird Wintringen 1525 geplündert. Die historischen Quellen bestätigen den Ort als Priorat der Abtei Wadgassen
- 17./18. Jahrh. Vermutliche Zerstörung der Anlage um 1635 führt zur überlieferten Auflassung und zum Verfall. Nach den Zerstörungen im Dreißigjährigen Krieg und dem Abbruch von Teilen der Anlage bleiben nur Chor und östliches Mittelschiffjoch des Langhauses als „Kapelle“ erhalten
- 19. Jahrh./1905 Der erhaltene Bau wird zeitweise als Schafsstall und Scheune genutzt. Ein Brand, ausgelöst durch einen Blitzeinschlag[1], zerstört 1905 die oberen Partien, die offene Ruine verfällt zusehends
- 20. Jahrh./2. Hälfte

- 1959–1961 Die stark verfallene Anlage erfährt einen teilweisen Wiederaufbau zur statischen Sicherung. Nach wie vor bestehende bauliche Probleme sowie die unterbleibende Nutzung und Bauunterhaltung führen zu erneuten Schäden
- 1991 Gründung des Fördervereins Wintringer Kapelle e.V. mit dem Ziel, den Bau zu erhalten, ihn denkmalgerecht instant zu setzen sowie eine denkmalverträgliche Nutzung für kulturelle Veranstaltungen in die Wege zu leiten
- 1992–1995 Vorarbeiten zu umfangreicheren Sanierungsmaßnahmen
- 1995–1997 Archäologische Grabungen und Bauuntersuchungen werden durchgeführt. Als eine der ersten Sanierungsmaßnahmen wird eine Ringdrainage angelegt
- 1998–1999 Umfangreiche Sandstein-Sanierungsmaßnahmen werden durchgeführt, und der Außenbau wird neu verputzt

- 2000 Die Schiefereindeckung des Dachs wird saniert
- 2001–2003 Die Grabungsflächen werden wieder verfüllt, die Fenster und Arkaden erhalten neue Rahmen und Verglasungen. Es folgen die Erneuerungen von Bodenbelag, Elektroinstallation und Beleuchtung sowie die Instandsetzung der Vorflächen. Die Wasserschlagfiguren werden konserviert und zur Sicherung ihres heutigen Zustandes Kopien erstellt. Das sog. Wolfgang-Relief wird restauriert und wieder in der Kapelle angebracht. Von der Wintringer Madonna, die sich im Museum befindet, wird eine Kopie für die Kapelle angefertigt
- 2003 ff. Die Wintringer Kapelle entwickelte sich zu einem authentischen Kulturort an der oberen Saar, der dem Genius loci durch kulturelle Veranstaltungen und Projekte in besonderer Weise Rechnung trägt

(Quelle:)

## Visuelle Medien
- Die Restaurierung der Wintringer Kapelle. TV-Bericht (Erstsendung: Aktueller Bericht des Saarländischen Rundfunks vom 5. November 2003)